# Custom House (Oamaru)

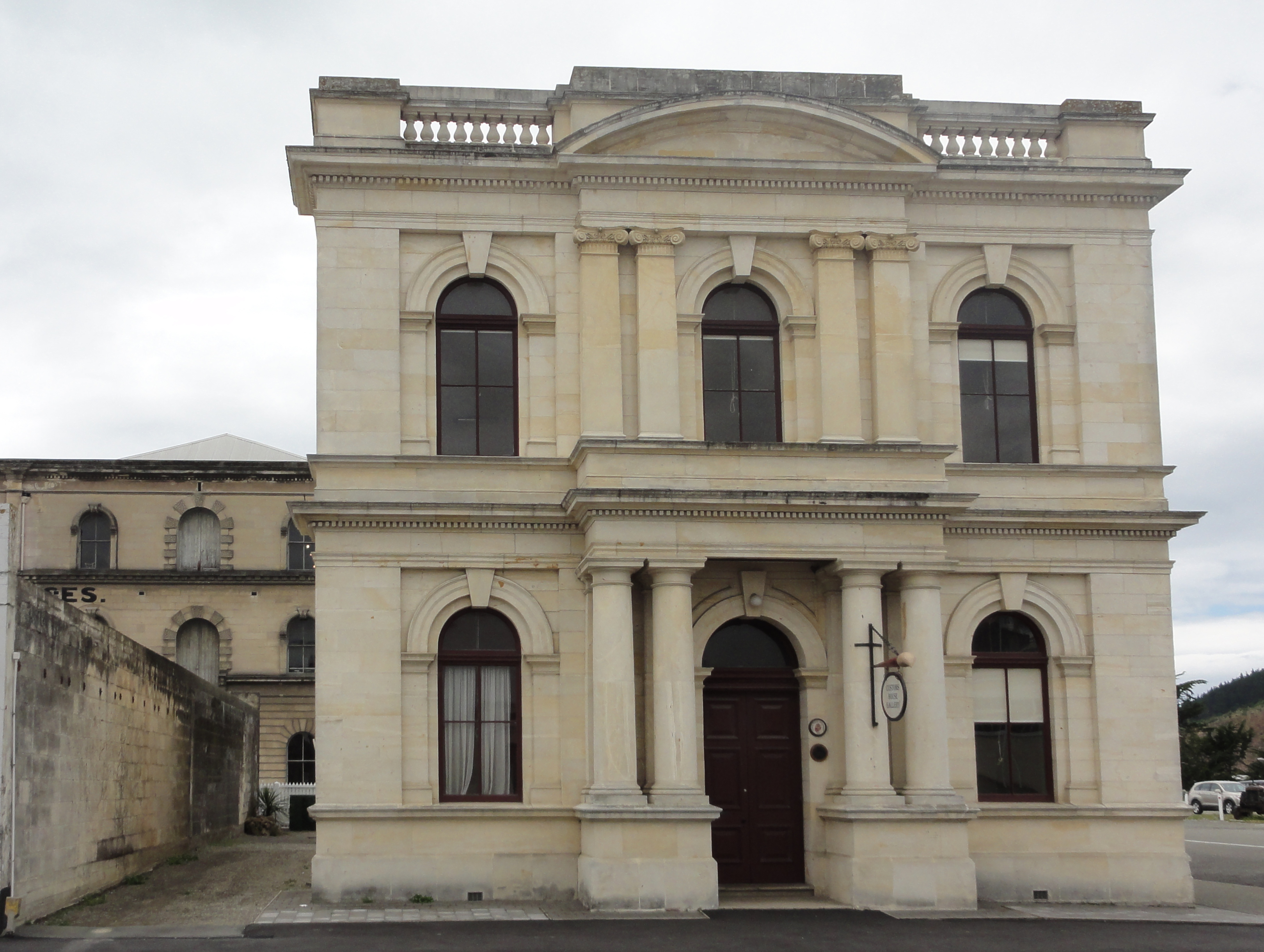
Custom House

Das Custom House (englisch „Zollhaus“) ist ein historisches Bauwerk im viktorianischen Stadtkern der neuseeländischen Stadt Oamaru in der Region Otago. Es befindet sich an der Kreuzung von Tyne Street und Wansbeck Street.
Es wurde 1884 nach Entwürfen der Architekten Forrester & Lemon in dem für den historischen Stadtkern Oamarus typischen viktorianischen Stil als britisches Zollhaus für den damals bedeutenden Hafen von Oamaru erbaut.
Heute wird es von der Künstlervereinigung North Otago Arts Society genutzt. Diese hat hier auch eine Galerie eingerichtet.
Am 2. Juli 1987 wurde das Gebäude vom New Zealand Historic Places Trust unter der Nummer 3461 als Denkmal der Kategorie 1 (Historic Place Category I) eingestuft.